# Gabriola australis
Gabriola australis är en fjärilsart som beskrevs av Frederick H. Rindge 1974. Gabriola australis ingår i släktet Gabriola och familjen mätare. Inga underarter finns listade i Catalogue of Life.